# Planta termoeléctrica de Chilca - Fenix Power
Fenix Power es una central termoeléctrica (CT) ubicada en Las Salinas, localidad del distrito de Chilca, que forma parte de la provincia de Cañete, del Lima (Perú). La central está a 64 km de distancia de la ciudad de Lima, y la zona constituye el polo energético del sur del Perú. Su ubicación estratégica, cerca del ducto de Camisea y de la subestación eléctrica Chilca, permite la generación de energía medioambientalmente responsable y a costos más eficientes.
Inició operaciones en diciembre de 2014, siendo la primera CT en el Perú en operar, desde sus inicios, en ciclo combinado. Es decir, que funciona sobre la base de gas natural (el combustible fósil más limpio que hay disponible actualmente en la industria) y vapor de agua. Los principales equipos de generación de la central son: 2 turbinas de combustión a gas natural, 1 turbina a vapor y 2 calderos recuperadores de calor. 
Fenix Power tiene una capacidad instalada de 570 MW y requirió una inversión aproximada de 900 millones de dólares. 
Adicionalmente, la operación de la CT, contempló la construcción de una planta que desaliniza y potabiliza el agua de mar, cuya inversión ascendió a más de 4 millones de dólares. Es así que, actualmente produce 2500 m³, de los cuales está en capacidad de entregar 2000 m³ a la autoridad distrital para su distribución en beneficio de la población local.
En diciembre del 2015, Fenix Power fue adquirida por un consorcio liderado por Colbun, en el cual también participan Blue Bolt A 2015 Limited (subsidiaria controlada por Abu Dhabi Investment Authority – ADIA) y el Fondo de Inversión en Infraestructura administrado por Sigma del Perú.

## ¿Cómo se genera la energía?
Fenix Power utiliza el sistema de generación de energía conocido como ciclo combinado. La planta utiliza gas natural en 2 turbinas de combustión para generar el 60 % de energía. Con el calor excedente, se calienta el agua de mar captada por gravedad, y previamente desalinizada y desmineralizada para producir vapor, el cual, se utiliza en la turbina a vapor para generar el 40 % de energía adicional. Los principales equipos de generación de energía de la planta son:
- 2 turbinas de combustión a gas natural.
- 1 turbina a vapor.
- 2 calderos recuperadores de calor.

La Central utiliza agua de mar que es captada por gravedad a través de dos tuberías submarinas para su proceso de generación de energía.
El agua de mar se utiliza para alimentar el condensador que baja la temperatura del vapor para convertirlo en vapor condensado. Luego, el agua pasa a un segundo proceso llamado desalinización, el cual realiza a través de ósmosis inversa. El 80 % de agua desalinizada es procesada en la central para producir 2500 m3 de agua potable diariamente, de los cuales, 500 m3 son para uso interno de la central y 2000 m3 se entregan a la Municipalidad Distrital de Chilca, quienes se encargan de su distribución en beneficio de la población de la zona.
El 20 % restante del agua desalinizada, es desmineralizada para la generación de vapor, el cual es utilizado por la turbina a vapor para generar energía.

## Responsabilidad Social
Fenix Power integra la responsabilidad social en su estrategia de negocio, en los procesos de trabajo y operaciones, promoviendo el desarrollo sustentable en su área de influencia.
Sus acciones parten de diagnósticos sociales donde participaron más de 30 organizaciones de Chilca. Con los resultados se elaboraron Planes de Desarrollo Comunitario en torno a los siguientes aspectos: educación, salud, infraestructura, turismo y seguridad.

## Responsabilidad Ambiental
Fenix Power cumple con las regulaciones peruanas aplicables al sector energía. Asimismo, asumió el compromiso de manera voluntaria de cumplir con los Estándares del Banco Mundial y la Corporación Financiera Internacional (IFC).
La tecnología de ciclo combinado que usa la central es eficiente en cuanto al uso de los recursos naturales. Además, el uso del gas natural y la tecnología usada en su combustión es amigable con el medio ambiente (en comparación con la utilización de carbón o derivados del petróleo), debido a su bajo nivel de emisiones de dióxido de carbono, dióxido de azufre, óxidos de nitrógeno y monóxido de carbono.
El uso del gas natural es promovido en países con reglamentaciones ambientales estrictas dado que es el combustible fósil más limpio que existe en el mercado.

## Seguridad
Fenix Power tiene el compromiso de conducir sus negocios con el propósito de proteger la salud y seguridad de sus colaboradores, contratistas y visitantes. En ese sentido, cuenta con diferentes herramientas de gestión:
- Política de Seguridad Salud Ocupacional, Medio Ambiente y Social.
- Reglamento Interno de Seguridad y Salud en el Trabajo.
- Estudio anual de Evaluación de Riesgos.
- Planes de Contingencia para Emergencias.
- Programa Anual de Actividades de Seguridad- Sector Eléctrico.
- Procedimiento y Permisos para Trabajos Críticos.
- Identificación de Peligros y Evaluación de Riesgos (IPER) para cada proceso.
- Entrenamiento específico de acuerdo a la actividad.
- Auditorías internas y externas, en las que se registran las no-conformidades para luego implementar planes de acción y medidas correctivas.
- Comité de Seguridad, el cual evalúa, con una periodicidad mensual, los riesgos y las condiciones del trabajo.

## Gestión Comercial
Fenix Power realiza un trabajo en estricto cumplimiento del marco normativo, que sumado a su potencial técnico y humano, permite garantizar un abastecimiento óptimo de energía en términos de calidad y atención a nuestro clientes. 
Su gestión comercial busca optimizar el margen de contribución para el correcto cumplimiento de compromisos, ofreciendo tarifas competitivas y un servicio de posventa orientado al cliente.
- Luz del Sur
- Edelnor
- Electro Oriente
- Edecañete
- Electrodunas
- Electrocentro
- Hidrandina
- Electronoroeste
- Electronorte
- Coelvisac

ESTADO

## Beneficios que se le atribuyen al proyecto
- Mayor estabilidad en el sistema eléctrico y hacer del Perú un lugar más atractivo para los inversionistas
- El ciclo combinado y el uso del agua de mar permiten reducir los costos de generación eléctrica a los usuarios
- La generación sobre la base de gas natural contribuye a un mejor ambiente y a una mejor calidad de vida
- Uso eficiente del agua
- No se afecta la napa freática, ya que no se construyen pozos de agua
- El complejo cuenta con una planta potabilizadora de agua que permitirá entregar unos 2000 m³ de agua potable diaria para uso de la población de Chilca, lo que beneficiará a más de 8000 pobladores.